# El monstruo del gran lago

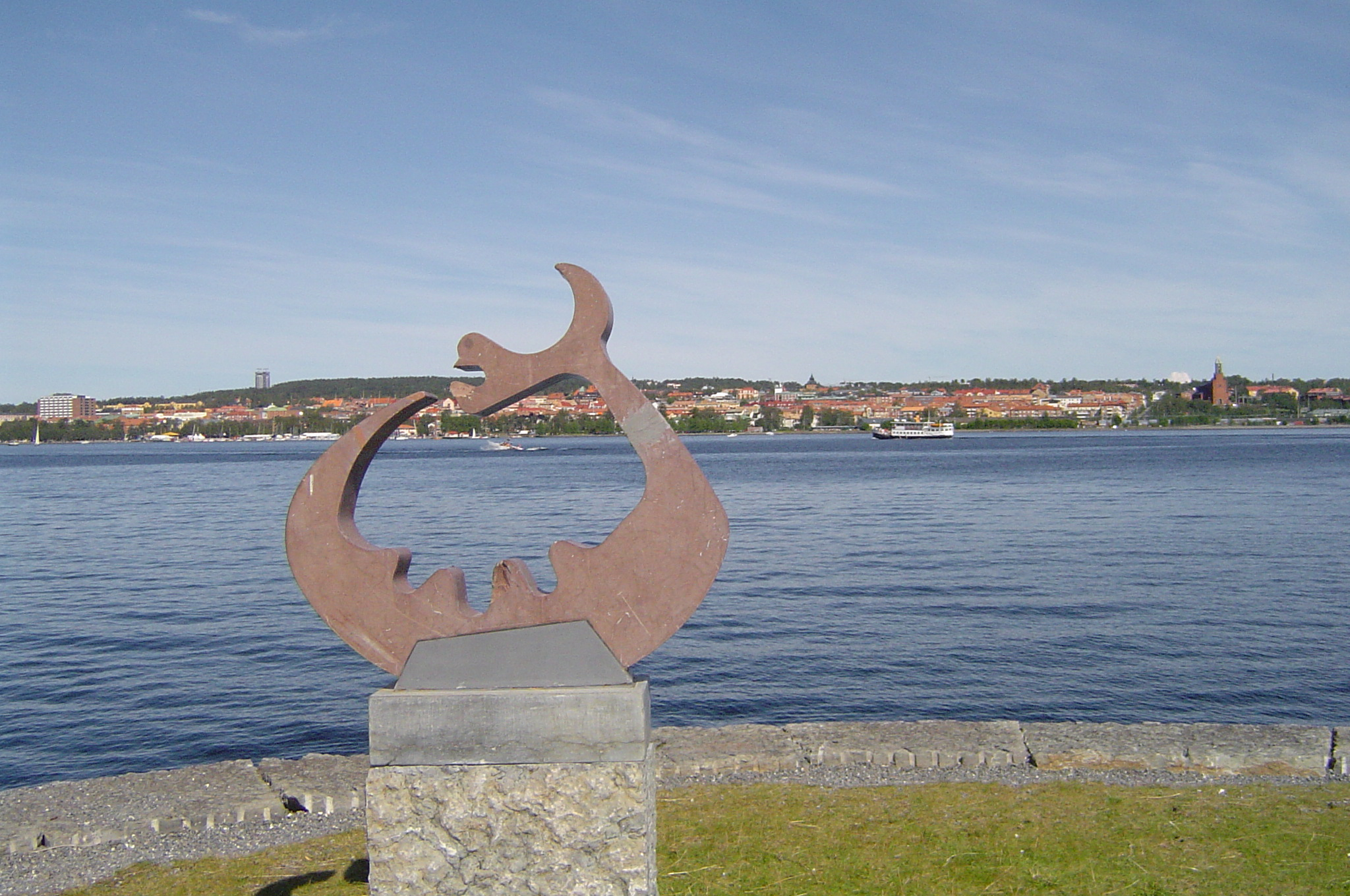
Östersund y el monstruo del gran lago

El Monstruo del Gran Lago es un monstruo que supuestamente vive en el lago Storsjön de 91 metros de profundidad en la provincia de Jämtland en el centro de Suecia. El monstruo fue avistado por primera vez en 1635 y es el único de este tipo en Suecia. Cuando la única ciudad situada en el lago Storsjön, Östersund, celebró su 200 aniversario en 1986, "El Monstruo del Gran Lago" junto con sus crías y nido fueron protegidos por una ley que fue revocada en el 2005.

## Nombre
Es popularmente conocido como Storsjöodjuret dónde "odjur" es una palabra sueca para decir "monstruo", literalmente "un animal" (ese fue el primer nombre escrito en 1899), y "storsjö" es un compuesto de las palabras Suecas "stor" (gran, o grande) y "sjö" (lago) el cual se traduciría como "gran lago". A veces es llamado simplemente Storsjödjuret, que se traduce como "El animal del gran lago" en lugar de "un animal".
En el dialecto local, el jamtish, se le ha llamado Storgläffs'n por un famoso poeta local, sin embargo este no es un nombre popularmente usado. En el idioma inglés Storsjödjuret es usualmente llamado Storsie, al igual que Nessie, aunque los nombres Storsjö y Monster (llamado Storsjo ya que el carácter ö no se usa en inglés) y la traducción literal El monstruo del Gran lago son usados. Su nombre en latín es Hydogiganta Monstruidae Jemtlandicum lo cual significa "El Monstruo gigante de agua de Jamtland". También ha sido llamado Storsjöomen "La serpiente del gran lago".

## Descripción
"El Monstruo del Gran Lago" se describe como si fuera una serpiente o reptil acuático con aletas por la parte de atrás y con cabeza de perro. Se dice que mide unos 6 metros de largo y algunos dicen que tiene grandes crestas.

## Historia

### Leyendas

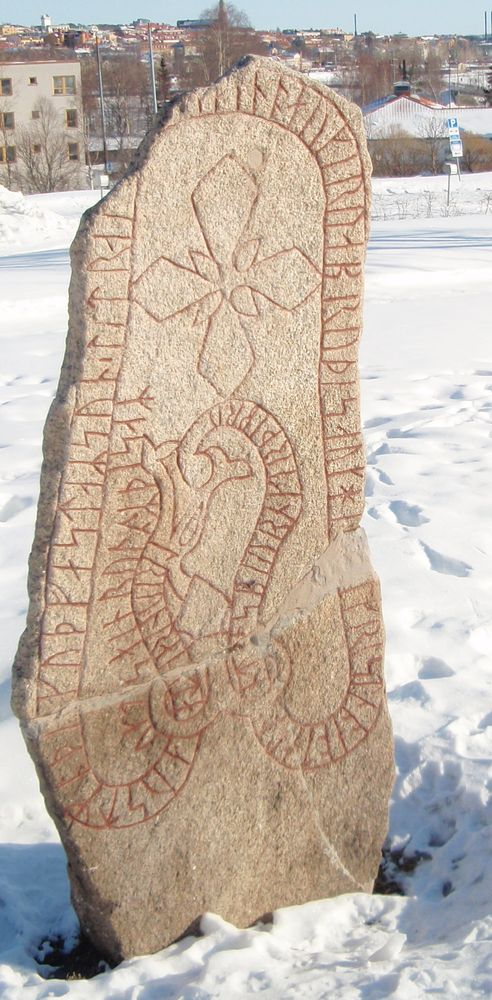
La piedra rúnica de Froson de mediados del. En la leyenda de 1635 se dice que la serpiente representada en la piedra es el Monstruo del gran lago.

La primera descripción de la criatura del lago Storsjön fue en una historia folclórica del vicario Morgens Pedersen en 1635.
"Hace mucho, mucho tiempo dos trolls, Jata y Kata, estaban en la orilla del Gran Lago haciendo cerveza en sus calderos. Echaban y mezclaban cosas al caldero por días, semanas y años. No sabían como iba a resultar esa mezcla que estaban preparando pero confiaban en que saliera bien. Una noche se oyó un extraño sonido de uno de sus calderos. Hubo un quejido y llanto y de repente se oyó una enorme explosión. Un extraño animal con forma de serpiente y la cabeza como la de un gato salió del caldero y se adentró en el lago. Al monstruo le gustó vivir en el lago y con los años se hizo increíblemente grande y se convertía en el terror de la gente cada vez que aparecía. Finalmente, llegó un momento en que podía extenderse alrededor de la isla de Fröson y llegar a morderse la cola. Ketil Runske le lanzó un poderoso hechizo a la serpiente que fue grabado en una piedra que fue colocada en Fröson. La imagen del monstruo quedó plasmada en la piedra. Todavía se espera el día en que alguien sea capaz de leer las inscripciones que aparecen en ella".
El prolocutor Andreas Platin escribió otra leyenda en una investigación en 1685.
"Se dice que debajo de esta piedra, se encuentra una cabeza de serpiente terriblemente grande y que el cuerpo se extiende por todo Storsjön hasta Knytta donde se encuentra la cola enterrada. Como nadie podía cruzar tranquilamente el lago, el capitán del ferry junto a otras personas fueron a la piedra y la tiraron partiéndola en dos. Desde que la piedra fue derrumbada, muchas cosas extrañas pasaron en el lago hasta que ésta fue levantada y restaurada de nuevo".
La piedra a la que se refieren estos dos textos es la piedra de Fröson, la piedra rúnica más el norte que se ha encontrado en el mundo. Sin embargo, aunque haya una gran serpiente en ella, no se hace referencia a Ketil Runske en el propio texto, que en su lugar habla de Austmaor, hijo de Guofastr.

### Captura
El interés de la gente por la criatura resurgió en 1890. Después de varios avistamientos, los lugareños empezaron una iniciativa conjunta para atrapar al monstruo, incluso obtuvieron el apoyo del rey Óscar II. Desde entonces, se han realizado cientos de supuestos avistamientos del monstruo. No hay resultados científicos que corroboren la existencia del ser, pero los seguidores y creyentes no han perdido la fe en que el monstruo es real.
En agosto de 2008 un grupo de compañías cinematográficas afirmaron haber capturado al monstruo del gran lago en una película. Las cámaras mostraron algo rojo, por lo que se entiende que grabaron algo caliente.

### Estado de protección
En el año 1986, la junta administrativa de la provincia de Jämtland declaró al monstruo del gran lago como una especie en peligro de extinción y se le otorgó un estado de protección.

## Perspectiva Folclórica

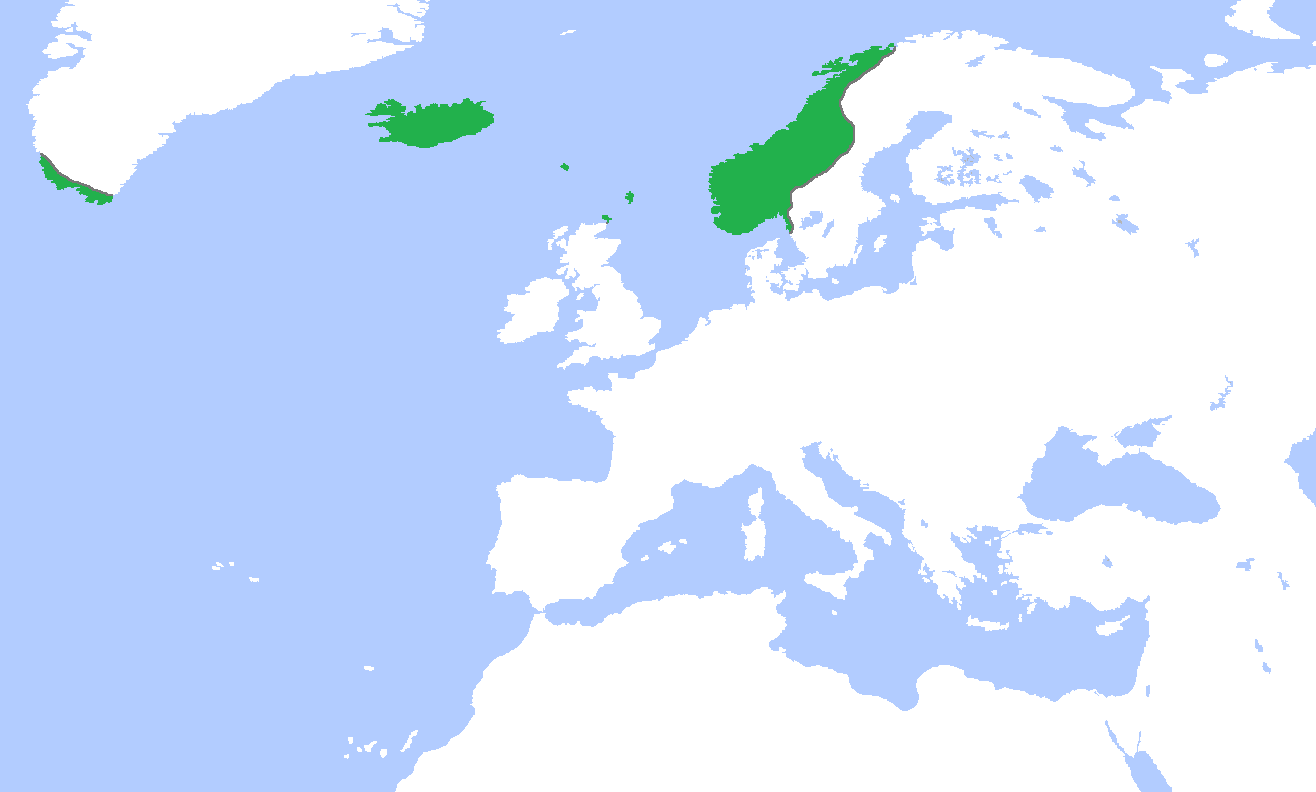
Noruega en el. Jämtland perdió su independencia de Noruega en el año 1178 y fue cedido a Suecia en el año 1645.

Debido a la ausencia de pruebas definitivas de su existencia, el monstruo del gran lago ha sido examinado como un fenómeno folclórico. El resto de Suecia no tiene la tradición del monstruo del gran lago de Jämtland, haciendo a este monstruo el único de su tipo en todo el país. Se puede observar que Jämtland se acerca más en el aspecto folclórico a Noruega, las tierras altas de Escocia e Irlanda que a Suecia, con la excepción de las provincias anexas a Noruega como Bohuslän y las regiones fronterizas de Dalsland y Värmland. Como Jämtland fue poblada originalmente desde el este y formó parte de Noruega durante 450 años antes de ser cedida a Suecia en el año 1645 (como resultado del tratado de Brömserbo) esta percepción del monstruo del gran lago es vista como un indicador de su legado histórico. Así, desde una perspectiva folclórica, el monstruo del gran lago se encuentra como uno de los varios seres noruego-gaélicos vistos como el resultado de relaciones ancestrales entre el Mar del Norte con los monstruos del lago como Selma, Nessie, el Monstruo de Morag y Connemara, siendo este "el monstruo en el lago" más oriental de todos los anteriores.

## El monstruo del gran lago en la actualidad

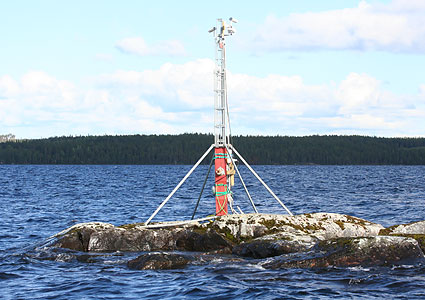
Una de las cámaras de vigilancia instalada en una pequeña isla.

Una organización tuvo la idea de combinar la historia del monstruo del gran lago con cámaras de alta tecnología de un miembro de la asociación de compañías de Svenstavik, después del encuentro con la bestia durante el verano de 2006. Esa idea se convirtió en realidad seis meses después, cuando SFF (asociación de compañías de Svenstavik) garantizó el dinero para el equipo técnico y marketing. Han sido instaladas un total de tres cámaras en una isla de piedra y otras dos han sido sumergidas alrededor de diez metros en el agua. En la isla hay otra cámara que graba la superficie de la misma. Una de las otras cámaras tiene tecnología con visión térmica y puede detectar movimientos. Una vez que se detectan estos movimientos, la cámara transfiere las imágenes a la central, donde son almacenadas y mostradas en su página web.